# Badminton-Bundesliga 2022/23
Die Badminton-Bundesliga-Saison 2022/2023 war die 52. Spielzeit der Badminton-Bundesliga. Am Start waren zehn Mannschaften. Nach der Vorrunde wurde der Meister nach einem Viertelfinale in einem Final-Four-Turnier ermittelt. Der Tabellenletzte der Vorrunde stieg in die 2. Bundesliga ab. Meister wurde der 1. BC Bischmisheim.

## Mannschaften
1. BC Bischmisheim

Stine Küspert, Ruben Jille, Isabel Lohau, Daniel Nikolov, Priskila Siahaya, Linda Efler, Mads Christophersen, Johannes Pistorius, Julien Maio, Mark Caljouw, Frederik Søgaard, Marvin Datko, Peter Käsbauer, Kim Schmidt, Jérôme Pauquet

1. BC Wipperfeld

Kristin Kuuba, Jenny Moore, Gregory Mairs, Marvin Seidel, Jones Ralfy Jansen, Christopher Grimley, Iikka Heino, Felix Burestedt, Matthew Grimley, Adam Mendrek, Mark Lamsfuß, Line Kjærsfeldt, Samuel Hsiao, Antonia Schaller, Yao Jie, Aaron Sonnenschein, Kenneth Neumann, Elina Sonnenschein, Arnaud Merklé

TV Refrath

Adam Hall, Debora Jille, Fabian Roth, Jan Colin Völker, David Kim, Ann-Kathrin Spöri, Brian Holtschke, Leona Michalski, Max Schwenger, Malik Bourakkadi, Bennet Peters, Elias Beckmann, Raphael Beck, Florentine Schöffski, Eva Janssens

SV Fun-Ball Dortelweil

Julie MacPherson, Kristian Kræmer, Yvonne Li, Iris Wang, Kai Schäfer, Mads Vestergaard, Emil Lauritzen, William Kryger Boe, Kian-Yu Oei, Mads Thogersen, Christian Faust Kjær, Emma Moszczynski, Luís Enrique Peñalver, Irina Amalie Andersen, Max Flynn

SC Union 08 Lüdinghausen

Julien Carraggi, Aram Mahmoud, Ties van der Lecq, Robin Tabeling, Nick Fransman, Johanna Goliszewski, Josche Zurwonne, Selena Piek, Rachel Sugden, Kelly van Buiten, Jaymie Lois Laurens, Hong Zhang, Brian Wassink, Florian Kneilmann, Victoria Südbeck

Blau-Weiss Wittorf
Matthias Kicklitz, Franziska Volkmann, Bjarne Geiss, Camilla Martens, Søren Toft Hansen, Patrick Scheiel, Brandon Yap, Jonathan Dresp, Simona Pilgaard, Erik Bohnsack, Brian Yang, Manja Oldhaver, Lise Jaques, Jarne Vater

TSV Neuhausen-Nymphenburg
Helina Rüütel, Misha Zilberman, Kati-Kreet Marran, Ivan Rusev Atanasov, Justin Seibel, Paul Reynolds, Tobias Wadenka, Polina Buhrova, Przemysław Szydłowski, Monika Weigert, Yeoh Seng Zoe, Manuel Heumann, Pia Becher

1. BC Beuel
Brid Stepper, Felix Hammes, Hannah Pohl, Daniel Hess, Zach Russ, Ygor Coelho, Max Weißkirchen, Sanjeevi Padmanabhan Vasudevan, Clara Graversen, Harry Huang, Hannah Jänichen, Sam Smith, David Salutt, Anna Mejikovskiy, Lennart Konder, Ben Gatzsche, Til Gatzsche, Luis Aniello La Rocca

SG Schorndorf

Miranda Wilson, Alan Erben, Elizabeth Tolman, Alexander Dunn, Rory Easton, Josefine Redkjær Jensen, David Kramer, Karan Rajan Rajarajan, Mads Pieler Kolding, Annie Lado, Yanis Gaudin, Benjamin Wahl, Melina Wild, Jennifer Löwenstein, Kerstin Wagner, Ramona Zimmermann, Benedikt Tausch, Julian Kramer, Simon Kramer, Marco Weese, Florian Winniger

BC Offenburg

Jonas Burger, Lukas Burger, Lena Reder, Maryja Stoljarenko, Johannes Grieser, Karl Kert, Sashina Discher, Sebastian Grieser, Andreas Müller, Samira Schilli, Johannes Discher, Paloma Wich

## Vorrunde
| Platz | Team                      | Punkte | Spiele | G  | U | V  | Spielpunkte | Spielpunkte | Spielpunkte | Sätze | Sätze | Sätze | Bälle | Bälle | Bälle |
| ----- | ------------------------- | ------ | ------ | -- | - | -- | ----------- | ----------- | ----------- | ----- | ----- | ----- | ----- | ----- | ----- |
| 1     | 1. BC Wipperfeld          | 18     | 45     | 16 | 0 | 2  | 104         | :           | 22          | 335   | :     | 129   | 4690  | :     | 3612  |
| 2     | SV Fun-Ball Dortelweil    | 18     | 41     | 15 | 0 | 3  | 91          | :           | 35          | 305   | :     | 163   | 4626  | :     | 3897  |
| 3     | 1. BC Bischmisheim        | 18     | 41     | 14 | 0 | 4  | 94          | :           | 32          | 306   | :     | 153   | 4542  | :     | 3715  |
| 4     | SC Union 08 Lüdinghausen  | 18     | 27     | 11 | 0 | 7  | 64          | :           | 62          | 247   | :     | 233   | 4511  | :     | 4334  |
| 5     | TV Refrath                | 18     | 23     | 8  | 0 | 10 | 61          | :           | 65          | 239   | :     | 222   | 4259  | :     | 4154  |
| 6     | Blau-Weiss Wittorf        | 18     | 22     | 9  | 0 | 9  | 60          | :           | 66          | 227   | :     | 255   | 4352  | :     | 4526  |
| 7     | TSV Neuhausen-Nymphenburg | 18     | 18     | 6  | 0 | 12 | 51          | :           | 75          | 204   | :     | 269   | 4140  | :     | 4579  |
| 8     | 1. BC Beuel               | 18     | 18     | 6  | 0 | 12 | 49          | :           | 77          | 199   | :     | 272   | 4112  | :     | 4449  |
| 9     | SG Schorndorf             | 18     | 14     | 5  | 0 | 13 | 42          | :           | 84          | 180   | :     | 290   | 3950  | :     | 4575  |
| 10    | BC Offenburg (N)          | 18     | 0      | 0  | 0 | 18 | 14          | :           | 112         | 87    | :     | 343   | 3123  | :     | 4464  |

## Playoff
Nach Abschluss der regulären Punktrunde wurde die Meisterschaft über die Final Four ausgespielt. Hierbei qualifizierten sich die ersten beiden der Vorrunde direkt für die Final Four. Die Plätze 3 bis 6 spielten zuvor in einem Play-off-Viertelfinale die beiden verbliebenen Plätze für die Final Four aus. Der Drittplatzierte trat dabei gegen den Sechstplatzierten an und der Viertplatzierte spielte gegen den Fünftplatzierten der Vorrunde.

### Viertelfinale
| Datum      | Heim                     | Gast               | Ergebnis |
| ---------- | ------------------------ | ------------------ | -------- |
| 16.04.2023 | 1. BC Bischmisheim       | Blau-Weiss Wittorf | 4:1      |
| 16.04.2023 | SC Union 08 Lüdinghausen | TV Refrath         | 3:4      |

## Final Four
Beim Final-Four-Event trafen am 29. und 30. April 2023 in der Joachim-Deckarm-Halle in Saarbrücken die beiden bestplatzierten Teams der Vorrunde auf die beiden Gewinner der Viertelfinal-Play-offs. Im ersten Halbfinale spielte der Vorrundensieger gegen den rangniedrigeren der Play-off-Gewinner. Der Vorrundenzweite traf im anderen Halbfinale auf den ranghöheren der Play-off-Gewinner.

### Halbfinale
| Datum      | Heim                   | Gast               | Ergebnis |
| ---------- | ---------------------- | ------------------ | -------- |
| 29.04.2023 | 1. BC Wipperfeld       | TV Refrath         | 4:1      |
| 29.04.2023 | SV Fun-Ball Dortelweil | 1. BC Bischmisheim | 1:4      |

### Finale
| Datum      | Heim             | Gast               | Ergebnis |
| ---------- | ---------------- | ------------------ | -------- |
| 30.04.2023 | 1. BC Wipperfeld | 1. BC Bischmisheim | 0:4      |